# Sonates d'església (Mozart)
Wolfgang Amadeus Mozart va compondre disset sonates d'església (sonate da chiesa), entre 1772 i 1780. Es tracta de peces breus en un sol moviment concebudes per a ser interpretades durant la celebració de la missa. Tres de les sonates estan escrites per a un conjunt instrumental més orquestral, ja que inclou oboès, trompes, trompetes i timbales, mentre que la resta estan compostes per a orgue i corda (sense les violes). En vuit de les sonates, l'orgue té una part de solo obligat (K 224/241a, 225/241b, 244, 245, 263, 328/317c, 329/317a i 336/336d), mentre que a les altres nou, l'orgue només fa el baix continu.
| núm. | Köchel núm.  | Data          | Tonalitat | Instruments                                                                   | NMA                         | Tempo               |
| ---- | ------------ | ------------- | --------- | ----------------------------------------------------------------------------- | --------------------------- | ------------------- |
| 1    | K. 67 /41h   | 1772          | Mi♭ major | 2 violins, orgue, violoncel i baix                                            | (Partitura /Informe crític) | Andantino           |
| 2    | K. 68 /41i   | 1772          | Si♭ major | 2 violins, orgue, violoncel i baix                                            | (Partitura /Informe crític) | Allegro             |
| 3    | K. 69 /41k   | 1772          | Re major  | 2 violins, orgue, violoncel i baix                                            | (Partitura /Informe crític) | Allegro             |
| 4    | K. 144 /124a | 1774          | Re major  | 2 violins, orgue, violoncel i baix                                            | (Partitura /Informe crític) | Allegro             |
| 5    | K. 145 /124b | 1774          | Fa major  | 2 violins, orgue, violoncel i baix                                            | (Partitura /Informe crític) | Allegro             |
| 6    | K. 212       | juliol 1775   | Si♭ major | 2 violins, orgue, violoncel i baix                                            | (Partitura /Informe crític) | Allegro             |
| 7    | K. 224 /241a | 1776          | Fa major  | 2 violins, orgue, violoncel i baix                                            | (Partitura /Informe crític) | Allegro con spirito |
| 8    | K. 225 /241b | 1776          | La major  | 2 violins, orgue, violoncel i baix                                            | (Partitura /Informe crític) | Allegro             |
| 9    | K. 241       | gener 1776    | Sol major | 2 violins, orgue, violoncel i baix                                            | (Partitura /Informe crític) | Allegro             |
| 10   | K. 244       | abril 1776    | Fa major  | 2 violins, orgue, violoncel i baix                                            | (Partitura /Informe crític) | Allegro             |
| 11   | K. 245       | abril 1776    | Re major  | 2 violins, orgue, violoncel i baix                                            | (Partitura /Informe crític) | Allegro             |
| 12   | K. 263       | desembre 1776 | Do major  | 2 violins, 2 trompetes, orgue, violoncel i baix                               | (Partitura /Informe crític) | Allegro             |
| 13   | K. 274 /271d | 1777          | Sol major | 2 violins, orgue, violoncel i baix                                            | (Partitura /Informe crític) | Allegro             |
| 14   | K. 278 /271e | abril 1777    | Do major  | 2 violins, violoncel, baix, 2 oboès, 2 trompetes, timbales i orgue            | (Partitura /Informe crític) | Allegro             |
| 15   | K. 328 /317c | 1779          | Do major  | 2 violins, orgue, violoncel i baix                                            | (Partitura /Informe crític) | Allegro             |
| 16   | K. 329 /317a | març 1779     | Do major  | 2 violins, violoncel, baix, 2 oboès, 2 trompes, 2 trompetes, timbales i orgue | (Partitura /Informe crític) | Allegro             |
| 17   | K. 336 /336d | 1780          | Do major  | 2 violins, orgue, violoncel i baix                                            | (Partitura /Informe crític) | Allegro             |